# Eremaeozetes ursulae
Eremaeozetes ursulae är en kvalsterart som beskrevs av Sandór Mahunka 1985. Eremaeozetes ursulae ingår i släktet Eremaeozetes och familjen Eremaeozetidae. Inga underarter finns listade i Catalogue of Life.